# 伊興阿
伊興阿（？—？），字聘莘，号叶川，赫舍里氏，世居斋谷地方，满洲正蓝旗人。雍正乙卯举人，乾隆己未进士。
翰林院散馆后授检讨，后降笔帖式。

## 家族
- 高祖：穆爾岱

- 曾祖父不详。

- 祖父辈：拉滋，原任副都统；定格，原任六品博士。

- 父辈：赫庆，现任给事中；赫永，现任笔帖式；马达理，原任笔帖式。[2]